# Luke Short

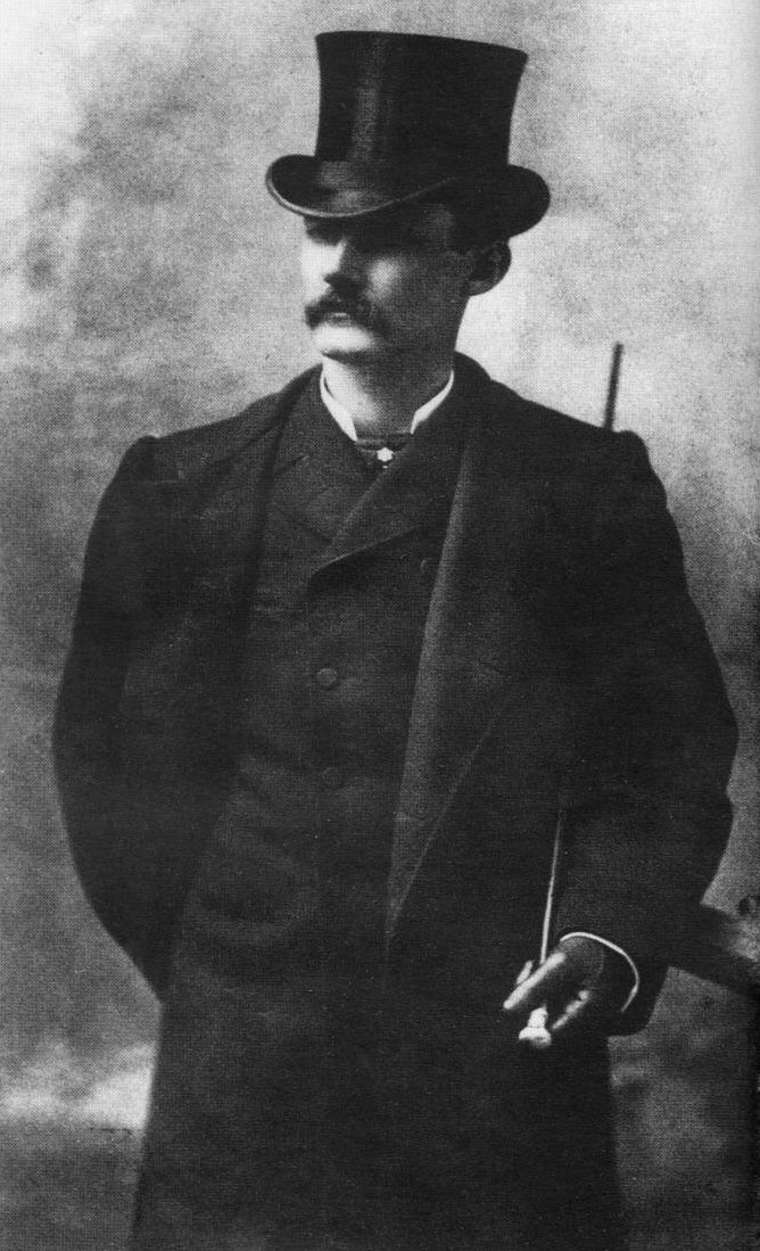
Luke Short

Luke L. Short (1854 – Geuda Springs, 8 settembre 1893) è stato un pistolero statunitense.

## Biografia
Come tanti altri uomini di frontiera del West americano, svolse nel corso della sua vita diversi lavori. Fu allevatore, cowboy, venditore ambulante di whisky, scout per l'esercito, portaordini, giocatore d'azzardo e, infine, proprietario di sale da gioco. Era noto per essere un uomo violento e un pistolero piuttosto veloce. Nel corso della sua carriera ebbe diversi scontri a fuoco, il più noto dei quali rimane quello contro Jim 'Longhaired' Courtright, avvenuto a Fort Worth nel Texas, l'8 febbraio del 1887.
La sera del 23 dicembre del 1890, Short fu vittima di un agguato da parte di un certo Charlie Storms, il quale gli sparò un colpo di fucile alle spalle, ma Short rispose al fuoco e uccise il suo feritore.
Negli anni di permanenza a Tombstone, a causa dei suoi contrasti con il sindaco di allora, Alonzo B. Webster, chiese aiuto ad alcuni suoi vecchi amici, tutti famosi pistoleri ed ex uomini di legge, insieme ai quali diede vita a quella che venne conosciuta come "la commissione di pace di Dodge City". Del gruppo facevano parte, tra gli altri, anche Wyatt Earp, Bat Masterson e Charlie Bassett.
Luke Short morirà l'8 settembre del 1893 per cause naturali.